# Ernesto Chardron
Ernesto Chardron (Ardennes, 9 de agosto de 1840 – Porto, 20 de junho de 1885) foi um livreiro e editor, nascido em França, que se fixou na cidade do Porto, onde fundou em 1869 a Livraria Internacional, tendo editado alguns dos principais autores portugueses e franceses do último quartel do século XIX. Foi o principal editor de Eça de Queirós e de Camilo Castelo Branco.
Um seu tio residente em Paris tinha relações com Nicolau Moré, livreiro francês estabelecido no Porto, e, em 1858, enviou o sobrinho ao amigo, que o empregou como caixeiro no seu estabelecimento. Em pouco tempo, Chardron dominava não só a língua portuguesa, como o mercado livreiro; passados três anos, ocupava o lugar de gerente da livraria.
Em 1869 estabeleceu a Livraria Internacional, na Rua dos Clérigos, no Porto, onde principiou os seus trabalhos de editor com um arrojo e coragem pouco vulgares em Portugal. Num período relativamente curto, editou um grande número de livros dos melhores escritores portugueses e franceses, em Portugal, Brasil, e África.